# Церква Покрова Богородиці (Ялинкувате)
Церква Покрова Богородиці (або Святого Михаїла) — дерев'яна церква з дзвіницею в селі Ялинкувате Стрийського району Львівської області. Належить до бойківського типу церков. Церква і дзвіниця мають статус пам'ятки архітектури національного значення України, охоронний № 1422.

## Історія
Церква в Ялинкуватому зведена у 1868 році невідомим майстром із сусіднього села Верхня Рожанка. До неї в селі існувала дерев'яна церква, збудована у 1752 році і зруйнована бурею в середині 1860-х років. Парафіяни вирішили не відновлювати церкву, а збудувати нову, в іншому місці, майже за кілометр на південний схід від попередньої. З уламків старої церкви у 1860-х—1870-х роках побудували цвинтарну капличку Успіння Пресвятої Богородиці, яку пізніше перенесли до Музею народної архітектури і побуту у Львові.
На початку XXI століття церкву відремонтували. Оновлення внутрішніх розписів профінансував уродженець села і український громадський діяч зарубіжжя Лука Костелина.

## Опис
Церква дерев'яна, тризрубна, тридільна. Зруби квадратні у плані, центральний зруб більший за площею, бічні — менші. До східного зрубу (вівтарної частини) з півдня і півночі прилучаються симетричні бічні приміщення. Зруби однакові по висоті, горизонтально розділені широким піддашшям, яке оточує церкву по периметру і спирається на східчасті випусти вінців. Верхи комбіновані, витягнуті у висоту: на центральному зрубі верх складається з трьох восьмериків на четверику із заломами, бічні зруби мають однакові верхи з двох восьмериків на четверику. Увінчуються верхи наметовими банями із маківками, на центральному зрубі маківка стоять на сліпому ліхтарі. Бічні приміщення вівтарної частини вкриті двосхилими дахами і подібно до верхів увінчані маківками.
В інтер'єрі внутрішній простір розкритий у висоту повністю в центральній частині, укріпленій на рівні третього залому хрестовою стяжкою. Бічні зруби мають пласкі перекриття на рівні третього залому. Бабинець сполучається з навою високим прорізом у вигляді трапеції.
На південний захід від церкви стоїть дерев'яна двоярусна дзвіниця, зведена, за деякими даними, майстром Лукою Снігуром. Має типову для бойківських дзвіниць конструкцію: «четверик на четверику», перший ярус зрубний, оперезаний піддашшям, другий — каркасної конструкції з відкритою галереєю-аркадою. Увінчана дзвіниця наметовим верхом із перехватом і маківкою, подібним до верхів церкви.

## Парохи
- О. Іван Ревакович, за сумісництвом (1850—1858, 1883—1884)[13]
- о. Степан Сенишин (?—2024)
- о. Антон Дребот (2024 —)

## Галерея

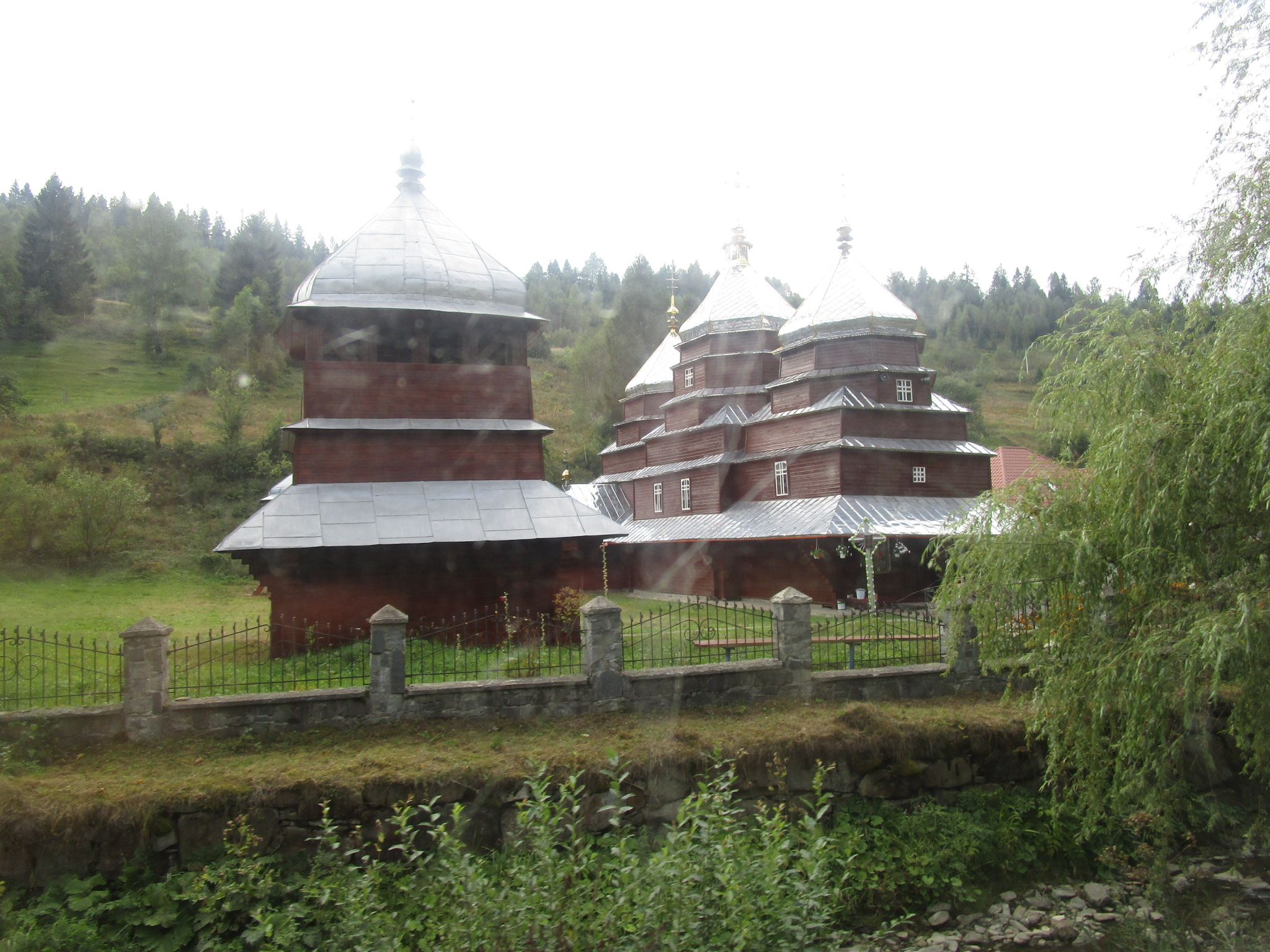
Дзвіниця